# Jancis Robinson

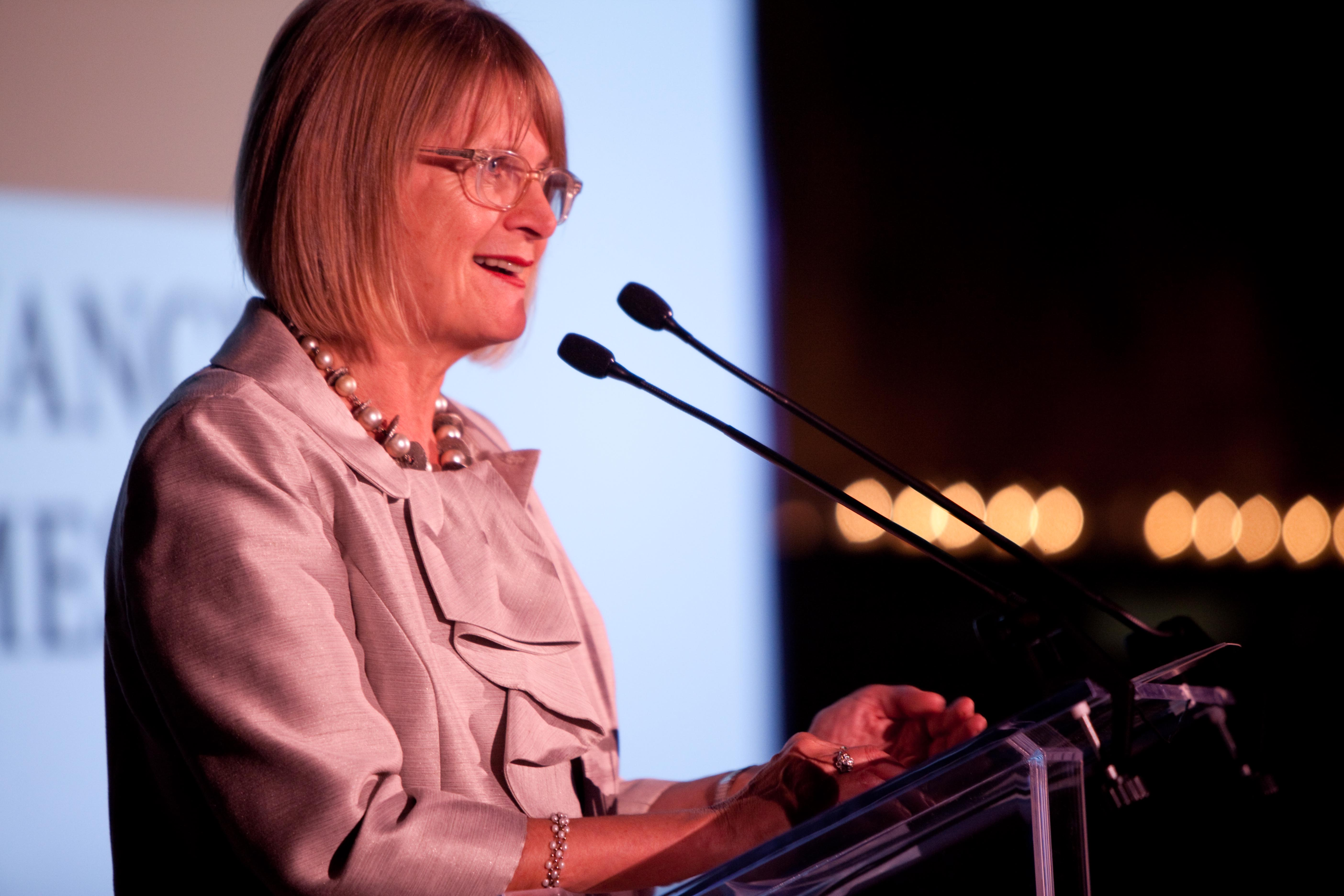
Jancis Robinson (2010)

Jancis Robinson (* 22. April 1950 in Allerdale, Cumbria) ist eine britische Weinkritikerin. Sie zählt weltweit zu den prominentesten Persönlichkeiten im Umfeld der Weinpublizistik und Weinkritik.

## Leben
Ihre Weinpublizistik-Karriere begann Jancis Robinson am 1. Dezember 1975 beim britischen Weinmagazin „Wine & Spirit“. 1984 graduierte sie zum Master of Wine. Sie gilt als Spezialistin für Rebsorten und verfasste das Buch Rebsorten und ihre Weine, in dem über 800 Sorten beschrieben werden. Sie ist außerdem Herausgeberin des Oxford Weinlexikon.
Zusammen mit Robert Parker gehört Jancis Robinson zu den bekanntesten Weinexperten weltweit. 2004 sorgte ein Streit zwischen den beiden für Aufsehen. Robinson hatte auf ihrer Website den Château Pavie des Jahrgangs 2003 kritisiert, woraufhin Parker ihre Unparteilichkeit in Frage stellte. In weiterer Folge verstanden sich die beiden nach eigenen Aussagen wieder sehr gut.
Jancis Robinson schreibt eine wöchentliche Kolumne in der Financial Times. Sie ist mit dem Restaurant-Kritiker Nicholas Lander verheiratet und hat drei Kinder.

## Ehrungen und Auszeichnungen (Auswahl)
- 1985: Marques de Cáceres Award
- 1995: Catalan Agriculture Medal
- 1997: Ehrendoktorwürde der Open University
- 2003: Mitglied des Order of the British Empire
- 2003: The Golden Vine Award (Tasting Australia)

Quelle:
- 2013: „Riesling Fellow“ – Auszeichnung durch das Deutsche Weininstitut[5]

## Schriften
- mit Julia Harding und José Vouillamoz: Wine Grapes. A complete guide to 1368 vine varieties, including their origins and flavours. Allan Lane 2012. (Kindle Edition) ISBN 978-1-84614-446-2
- Confessions of a Wine Lover. Viking Books, New York 1997, ISBN 0-670-85423-9 (Autobiographie)
- Oxford Weinlexikon („Oxford Companion to Wine“). Hallwag, München 1995, 2003, 2007, ISBN 3-7742-0914-6
- Weinatlas („The world atlas of wine“). Hallwag, München 2002, ISBN 3-7742-0775-5 (zusammen mit Hugh Johnson)
- Reben, Trauben und Weine („Vines, Grapes and Wines“). Hallwag, Bern 1987, ISBN 3-444-10333-6